# Synology
Synology Inc.（シノロジー、中国語: 群暉科技; 拼音: Qúnhuī Kējì）は、 ネットワークアタッチトストレージ (NAS) 製品を専門とする台湾企業。デスクトップモデルの DiskStation シリーズ、オールフラッシュモデルの FlashStation シリーズ、ラックマウントモデルの RackStation シリーズが知られている。Synologyの製品は世界中に流通しており、十数種類の言語にローカライズされている。本社は中華民国（台湾）の新北市にあり、世界各地に支社が置かれている。 
2018年、製品レビューサイト「Wirecutter」は、Synology社について、長年の「小規模ビジネスおよびホームNAS業界のリーダー」であるが、Wi-Fiルーターの分野ではまだ新参者であると評した。

## 会社の歴史

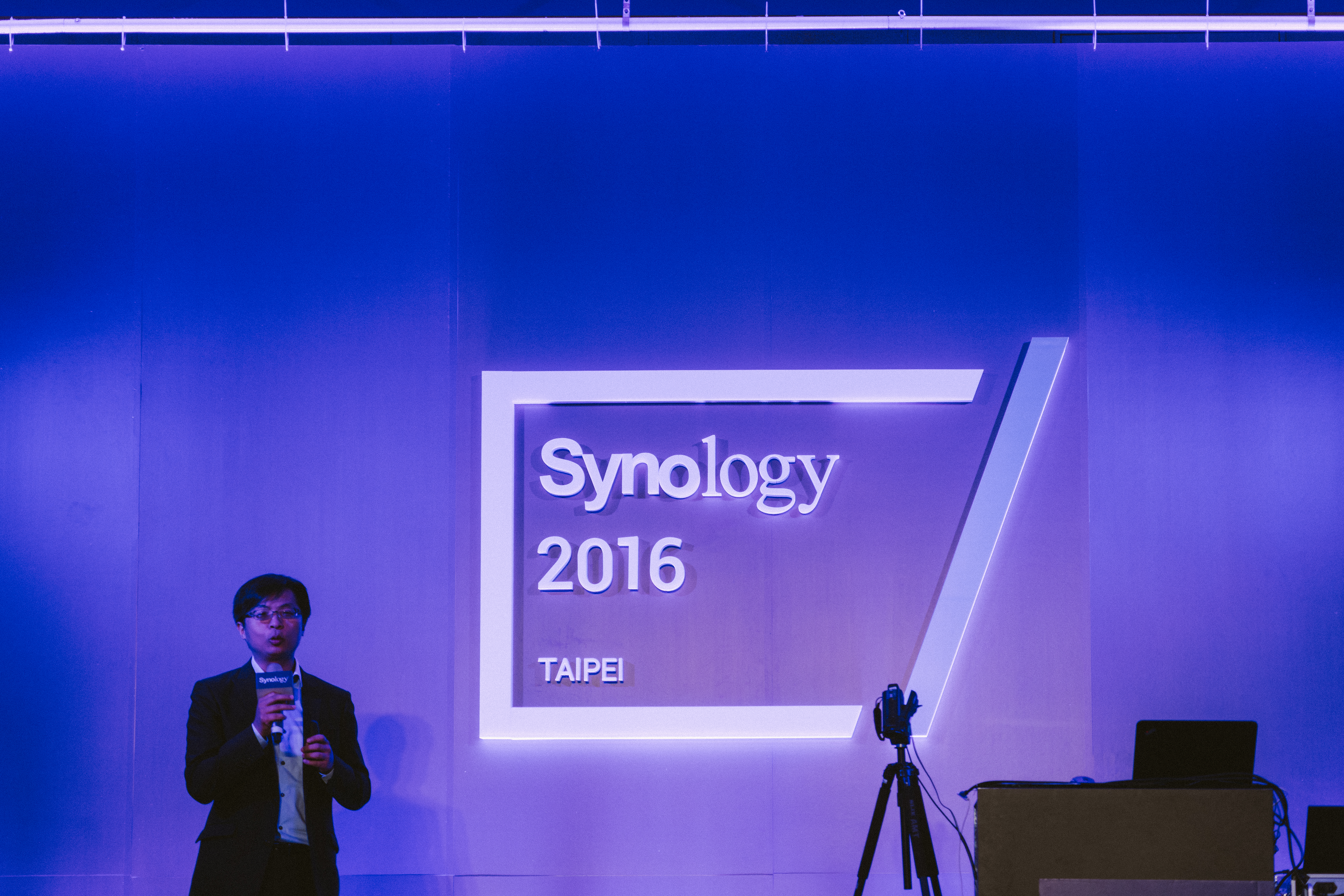
現在のSynology CTO デレン・ルー

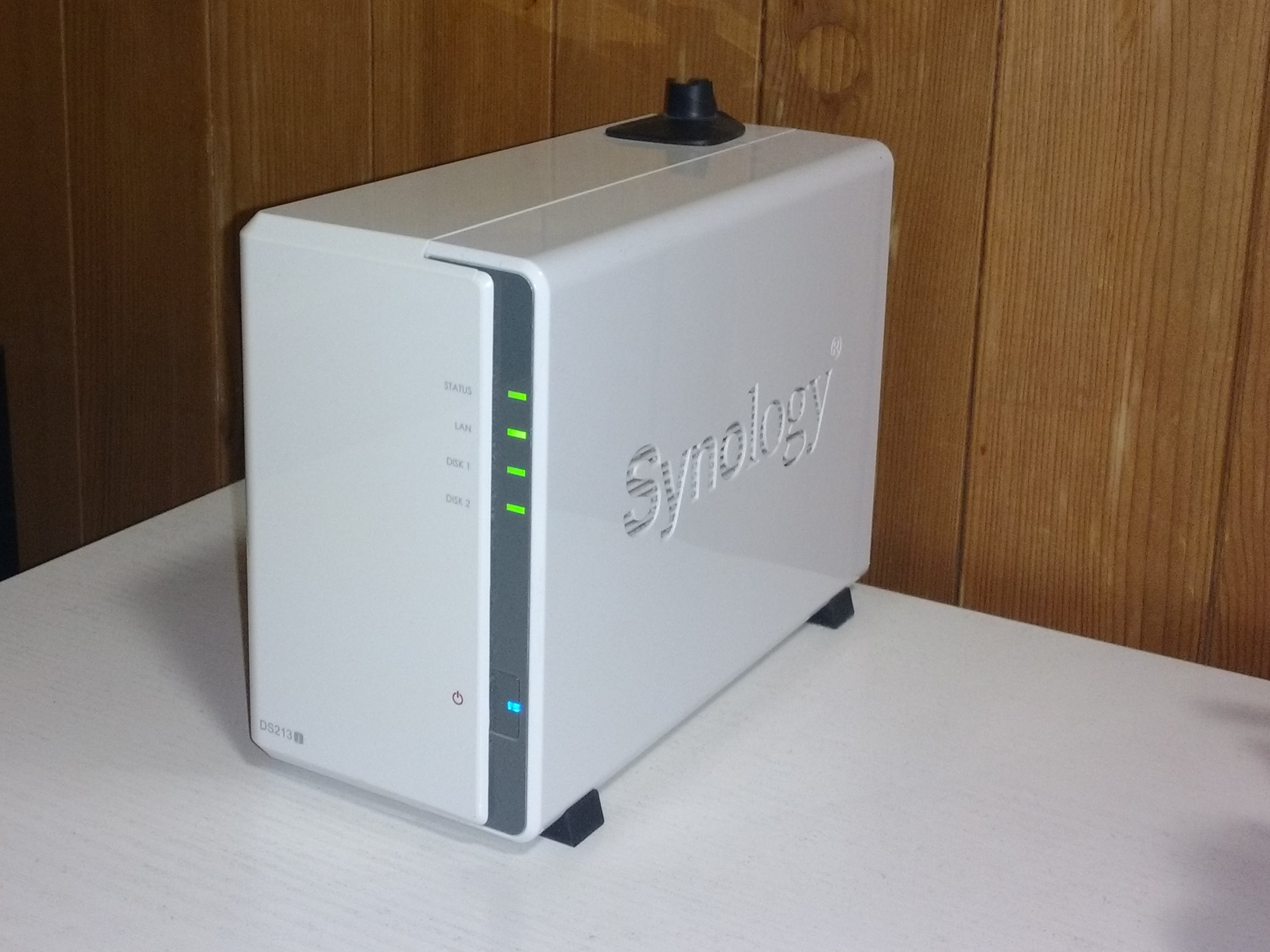
2台のストレージを内蔵するNAS「Synology ds213j」

Synology Inc.は2000年1月にCheen LiaoとPhilip Wongが独立したプロジェクトを追求するためマイクロソフトを離れたときに設立された。 LiaoはMicrosoft Exchange Serverグループの開発マネージャーであり、Wongは台湾のMicrosoftのセールスディレクターだった。 2人は、 Berkeley Software Distribution (BSD) に基づいたFiler OSと呼ばれる新しいオペレーティングシステムを作り始めた。これは、Fastora NASハードウェアとともに使用してNASソリューションを構築する。 NASソフトウェアをハードウェアと緊密に結びつけるために、Synologyは2004年に最初の完全なソリューションであるDiskStation DS-101をリリースした。 最初のDiskStationのリリース以来、Synology Inc.は世界中で約650人の従業員を雇うまでに成長。     LiaoとWongはまだ会社に所属しており、LiaoはSynology America Corp.の社長を務め、WongはSynology Inc.の会長を務めている。   